# Wallfahrtskirche Maria-Hilf (Beratzhausen)

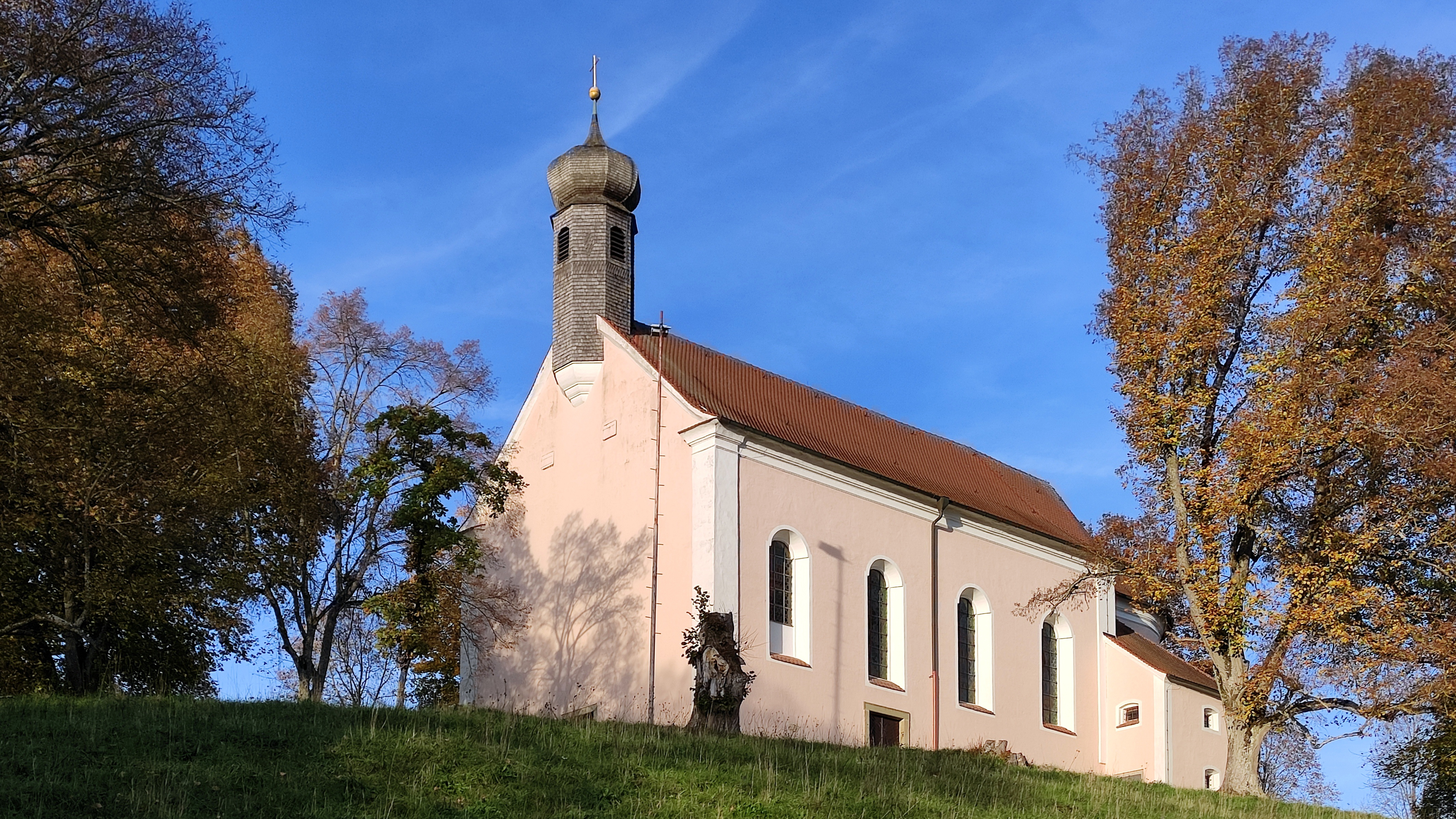
Wallfahrtskirche Maria-Hilf

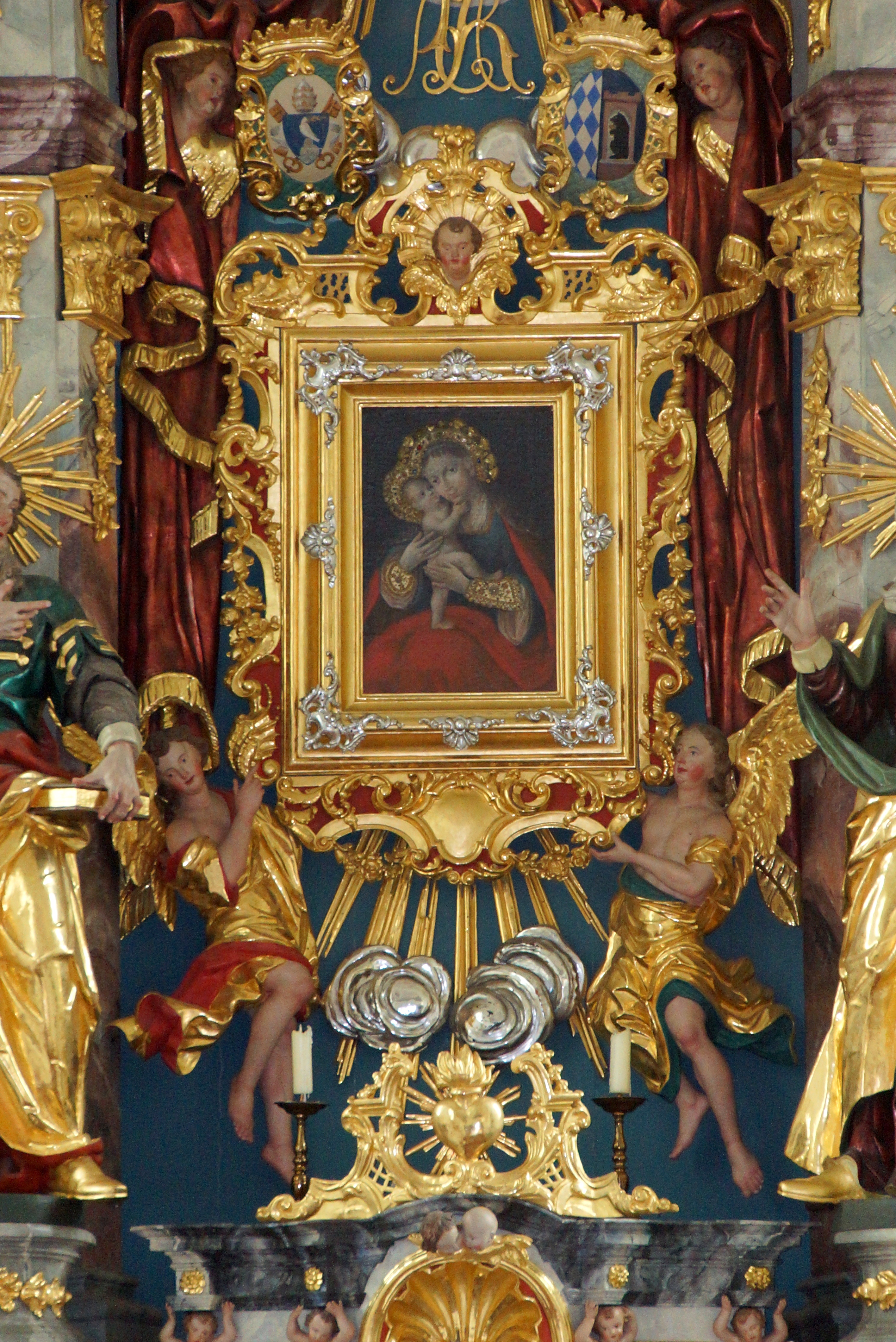
Maria mit dem Kinde in der Wallfahrtskirche Maria-Hilf

Die römisch-katholische Wallfahrtskirche Maria-Hilf befindet sich nördlich von Beratzhausen auf dem Mariahilfberg.

## Geschichte
Ursprünglich stand dort ein Bildstock bzw. eine Geißel- oder Martersäule und es war anfangs kein Ort der Marienverehrung. Wie es heißt, haben die „immer schmerzlich erlittenen Wasser-Güsse und Wolckhenbrüchern“, welchen die Betenden ausgesetzt waren, dazu geführt, dass dort 1710 eine erste Kapelle erbaut wurde. In dieser wurde bereits eine Mutter Gottesdarstellung als Gnadenbild angebetet, angeblich das Werk eines Malers aus Stadtamhof, eine Kopie des Gnadenbildes Mariahilf von Lucas Cranach d. Ä., wie man es auch in der Kreuzbergkirche von Schwandorf oder in dem Innsbrucker Dom finden kann. Das Bild ist heute, versehen mit einem vergoldeten Schnitzrahmen, in den Hauptaltar der Wallfahrtskirche integriert.
Da sich die Kapelle aufgrund ansteigender Wallfahrtszahlen bald als zu klein erwies, wurde sie 1734–1742 unter dem Pfarrer Johann Jakobus Winkler durch eine größere Kirche ersetzt, die am 22. Juli 1742 von Weihbischof Franz Joachim Schmid von Altenstadt eingeweiht wurde. Gut hundert Jahre später wurde das frei stehende Gotteshaus am 9. Juli 1845 von einem Blitzschlag getroffen und brannte fast vollständig nieder. Auf Initiative des Regensburger Bischofs Valentin Riedel wurde die Kirche dank vieler Spenden neu errichtet und am 2. Juli 1847, dem Gedenktag für Maria Magdalena, wieder geweiht.

## Kirchengebäude
Die Wallfahrtskirche ist eine Saalbau mit vier Jochen und einem eingezogenen, halbrunden Chor; sie besitzt einen Dachreiter mit einer Zwiebelhaube, der mit Schindeln gedeckt ist (früher trug er ein spitzes Pyramidendach). An den Chor ist eine Sakristei angebaut.
Zur Kirche führt ein Kreuzweg mit 14 Stationen, die letzte ist mit einem Satteldach versehen und steht auf einem Pfeiler und Sockel aus Sandstein; er trägt die Jahreszahl „1876“. Vor der Kirche befindet sich eine Mariensäule.

## Ausstattung

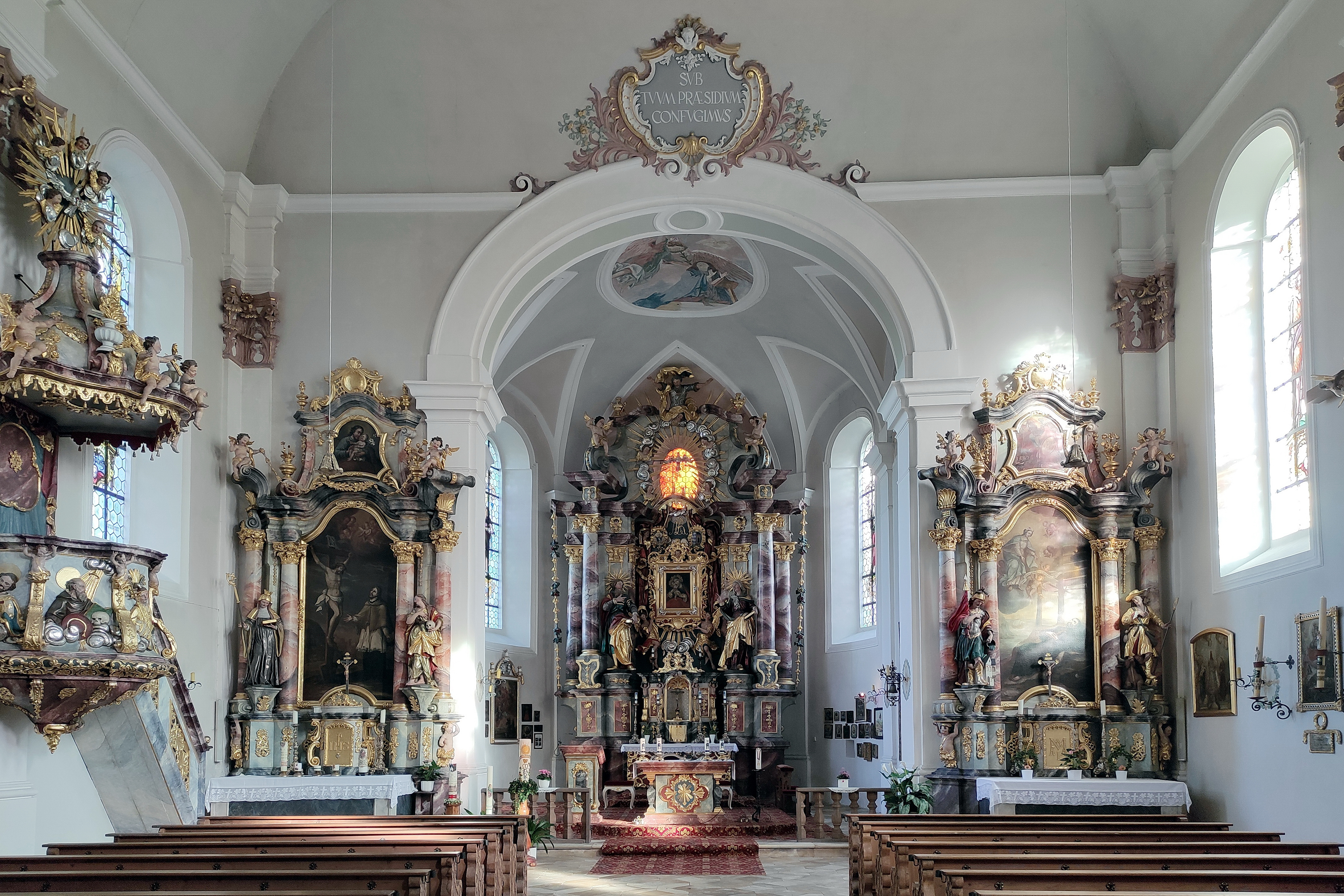
Innenansicht

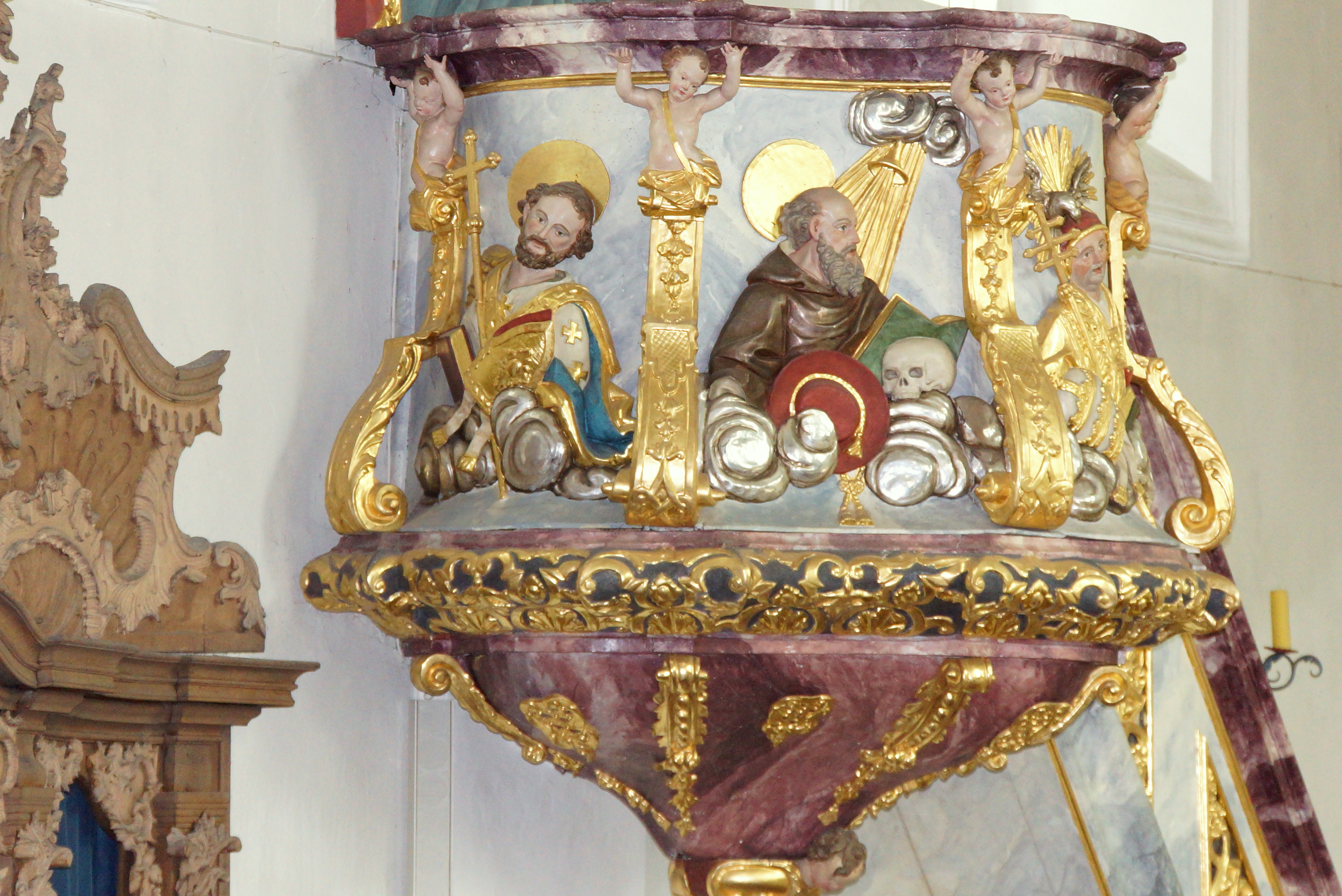
Kanzel

Das Kircheninnere ist im Rokokostil gestaltet. Der Hochaltar stammt aus der Mitte des 18. Jahrhunderts. In der Mitte ist das Gnadenbild eingebaut. Rechts und links stehen die Heiligen Joachim  und Anna, die Eltern Mariens. Eine Christusfigur an der Martersäule befindet sich an einem Nebenaltar.
Die Kanzel zeigt die Kirchenlehrer und in der Mitte Papst Gregor I., den heiliggesprochenen Kirchenvater.
In der Kirche befinden sich zahlreiche Votivtafeln,  die ältesten stammen aus dem 18. Jahrhundert. Durch einen Einbruch in den 1970er Jahren ging ein Teil der Bilder verloren; die im Altarraum der Wallfahrtskirche vorhandenen rund 30 originalen Votivtafeln und die weiteren über 70 im hinteren Teil der Marienkirche wurden digitalisiert und gerahmt.
Nach dem Zweiten Weltkrieg wurde eine umfangreiche Innenrenovierung durchgeführt. Das Deckengemälde aus dem Jahr 1948 stammt von Hermann Kaspar, einem Maler der während der NS-Zeit zur Prominenz der „Hauptstadt der Bewegung“ gehörte. Im Chor befindet sich von ihm eine Darstellung der Mariä Verkündigung und im Langhaus ist Maria als Mittlerin der Gnaden dargestellt. In die Bilder sind am Rande auch Kriegsverwundete, Kriegsheimkehrer und Heimatvertriebene eingebaut.
Die Kirche ist heute ein beliebter Ort für Trauungen und weiterhin Ziel von Wallfahrten.